# アラビノースイソメラーゼ
アラビノースイソメラーゼ(Arabinose isomerase、EC 5.3.1.3)は、以下の化学反応を触媒する酵素である。
D-アラビノース{\displaystyle \rightleftharpoons }D-リブロース
従って、この酵素の基質はD-アラビノース、生成物はD-リブロースである。
この酵素は、異性化酵素、特にアルドースやケトースを相互転換する分子内酸化還元酵素に分類される。系統名は、D-アラビノース アルドース-ケトース-イソメラーゼ(D-arabinose aldose-ketose-isomerase)である。

## 構造
2007年末現在で、1つの構造が解かれている。蛋白質構造データバンクのコードは、1FUIである。